# The Pretender (singel)
The Pretender (ang. Symulant, Fałszywiec) - to pierwszy singel zespołu rockowego Foo Fighters wydany na ich szóstej studyjnej płycie Echoes, Silence, Patience & Grace. 8 sierpnia 2007 piosenka została udostępniona do sprzedaży przez sklep iTunes Store. Dzień wcześniej została ona pierwszy raz wyemitowana w radiu. Utwór zadebiutował na 28 miejscu na angielskiej liście przebojów, a po kilku tygodniach osiągnął 8 miejsce w tym notowaniu. Do tej piosenki nakręcono teledysk, którego reżyserem był Sam Brown.

## Lista utworów

### 2-track CD[2]
1. "The Pretender"
2. "If Ever"

### Maxi CD[3]
1. "The Pretender"
2. "Come Alive" (demo version)
3. "If Ever"
4. "Monkey Wrench" (live video)

### 7"[4]
1. "The Pretender"
2. "Bangin"

## Wyróżnienia/nominacje

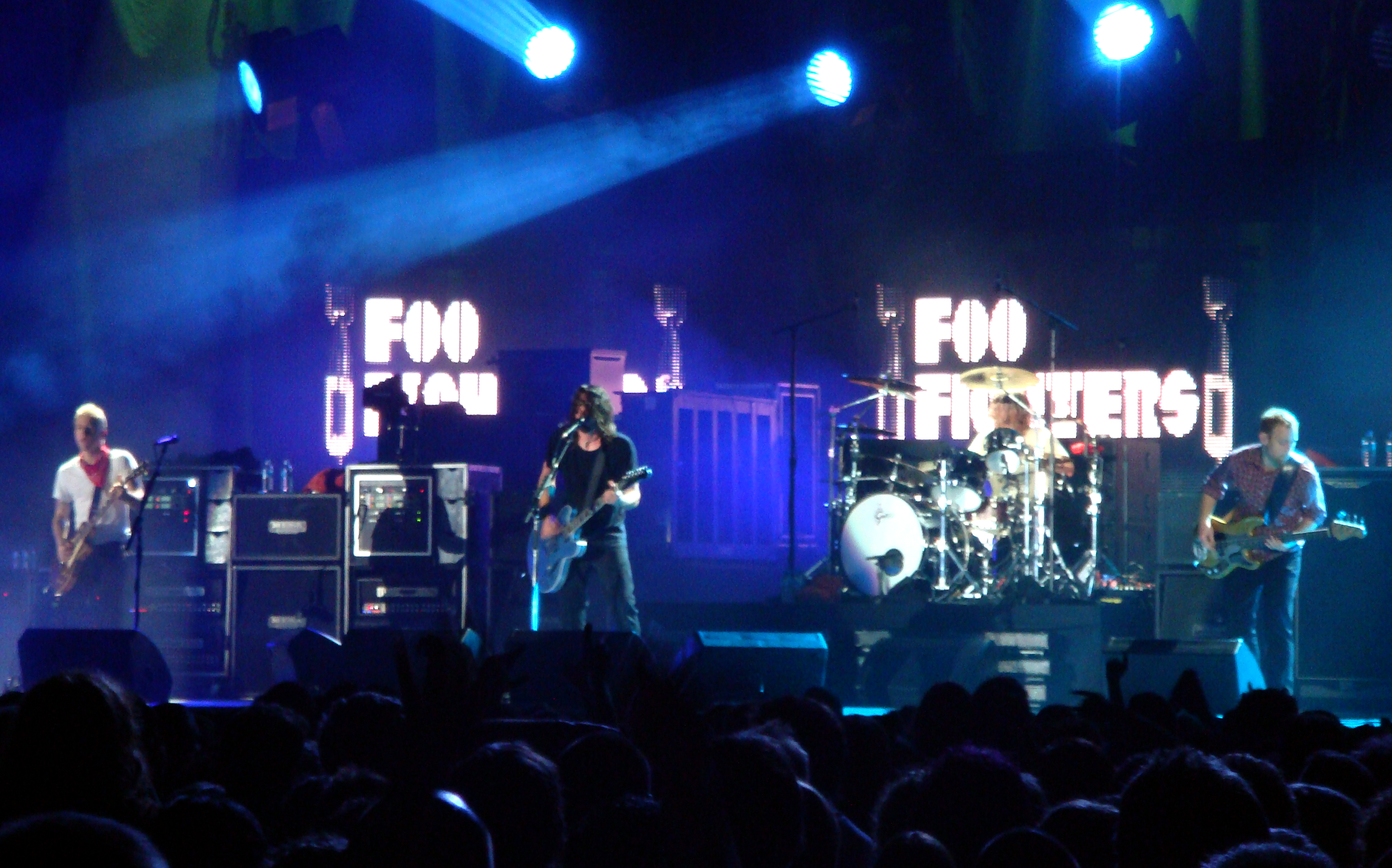
Zespół w 2007 roku

- The Pretender została umieszczona na 47 wśród 100 najlepszych piosenek w 2007 roku według magazynu Rolling Stone[5]
- Utwór nominowano do nagrody Grammy 2008 w kategorii Record of the Year, Best Rock Song. Wygrał natomiast Grammy w kategorii Best Hard Rock Performance.
- Piosenka utrzymywała się przez 18 tygodni na pierwszym miejscu Modern Rock Tracks, jest to najdłużej utrzymujący się utwór na tym zestawieniu.

## Miejsca na listach przebojów
| Year | Single          | Chart                         | Pozycja |
| ---- | --------------- | ----------------------------- | ------- |
| 2007 | "The Pretender" | U.S. Modern Rock Tracks       | 1       |
| 2007 | "The Pretender" | U.S. Mainstream Rock Tracks   | 1       |
| 2007 | "The Pretender" | Australian JTV                | 1       |
| 2008 | "The Pretender" | Polskie Radio Program III     | 5       |
| 2007 | "The Pretender" | UK Singles Chart              | 8       |
| 2007 | "The Pretender" | New Zealand Singles Chart     | 9       |
| 2007 | "The Pretender" | Australian Singles Chart      | 10      |
| 2007 | "The Pretender" | Portugal Singles Top 50       | 10      |
| 2007 | "The Pretender" | Swedish Top 60                | 11      |
| 2007 | "The Pretender" | Irish IRMA Top 50             | 11      |
| 2007 | "The Pretender" | Dutch Mega Top 50             | 13      |
| 2007 | "The Pretender" | Eurochart Hot 100 Singles     | 19      |
| 2007 | "The Pretender" | United World Chart            | 20      |
| 2007 | "The Pretender" | U.S. Billboard Hot 100        | 37      |
| 2007 | "The Pretender" | Official German Singles Chart | 72      |

### United World Chart
| Pozycja (Sprzedaż tygodniowa) | 39 (63,000) | 24 (87,000) | 32 (77,000) | 20 (96,000) | 28 (92,000) | 31 (89,000) | 29 (86,000) | 39 (75,000) | 40 (67,000) | OUT         |
| Sprzedaż całkowita            | 63,000      | 150,000     | 227,000     | 323,000     | 415,000     | 504,000     | 590,000     | 665,000     | 732,000     | Brak danych |
| Tydzień                       | 11          | 12          | 13          | 14          | 15          | 16          | 17          | 18          | 19          | 20          |
| Pozycja (Sprzedaż tygodniowa) |             |             |             |             |             |             |             |             |             |             |
| Sprzedaż całkowita            |             |             |             |             |             |             |             |             |             |             |

### Hot Modern Rock Tracks
| Pozycja | 16 | 3 | 1 | 1 | 1 | 1 | 1 | 1 | 1 | 1 | 1 | 1 | 1 | 1 | 1 | 1 | 1 | 1 | 1 |